# Kaus Medius
Kaus Medius (δ Sagittarii / δ Sgr / 19 Sagittarii) es una estrella de magnitud aparente +2,72, la cuarta más brillante en la constelación de Sagitario. Visualmente forma parte del arco de Sagitario, estando situada entre Kaus Australis (ε Sagittarii) y Kaus Borealis (λ Sagittarii). De ahí proviene su nombre: Kaus del árabe «arco» y medius del latín, indicando su posición intermedia en el arco. También es conocida como Kaus Media y Kaus Meridionalis.
Kaus Medius es una gigante naranja de tipo espectral K3IIIa especialmente luminosa, ya que brilla con una luminosidad 1180 veces mayor que la luminosidad solar. Su temperatura superficial de 4300 K es aproximada, ya que ésta nunca ha sido medida directamente. También destaca por su tamaño, siendo su radio 62 veces más grande que el radio solar; situada en el lugar del Sol, se extendería hasta 3/4 partes de la órbita de Mercurio.
Con una masa 5 veces mayor que la del Sol, en su núcleo probablemente tiene lugar la fusión nuclear de helio en carbono.
Posee una metalicidad similar a la solar ([Fe/H] = -0,01).
Visualmente Kaus Medius tiene tres compañeras tenues:
- Kaus Medius B, estrella de magnitud 14,5 a 29 segundos de arco de la estrella principal.
- Kaus Medius C, estrella de magnitud 15,0 a 36 segundos de arco.
- Kaus Medius D, estrella de magnitud 13,0 a 59 segundos de arco.

No se sabe con certeza si estas estrellas están físicamente relacionadas con Kaus Medius o simplemente están en la misma línea de visión. Por otra parte, existe cierta evidencia espectroscópica de que también puede existir una compañera cercana, lo que pudiera estar relacionado con su incierta clasificación como estrella de bario «leve» —una estrella que ha sido contaminada con elementos pesados procedentes de una compañera ya evolucionada—.
Kaus Medius se encuentra a 347 años luz del sistema solar y dentro de 2,6 millones de años tendrá lugar su máximo acercamiento a la Tierra —estará a 245 años luz—, momento en que su brillo alcanzará magnitud +1,96.